# Битва под Афабетом
Би́тва под Афабе́том — переломное сражение во время войны за независимость Эритреи. Битва проходила в период с 17 марта 1988 года по 20 марта 1988 года в городе Афабет и его окрестностях.

## Ход сражения
Командование Надью (Nadew Command) — эфиопский армейский корпус, в состав которого входили три боевые пехотные дивизии вместе со вспомогательными частями. Соединение насчитывало от 20 тысяч до 22 тысяч солдат. К середине марта 1988 года соединение готовилось начать наступательную кампанию против Народного фронта освобождения Эритреи (НФОЭ), но НФОЭ нанесло упреждающий удар.
Утром 17 марта войска НФОЭ начали окружение эфиопского гарнизона с трёх фронтов вокруг долины Хедай. Под ударами наступавших эфиопские войска начали отступать, но были отрезаны. Пока шло сражение, эфиопский гарнизон из Керена попытался прийти на помощь, но попытка укрепить позицию эфиопской армии была отражена НФОЭ. К концу трёхдневных боёв войска НФОЭ убили или взяли в плен более 18 тысяч эфиопских солдат.
Сразу после разгрома эфиопских сил в долине Хедай был предпринят штурм Афабета, и город был захвачен. Поскольку в городе находился крупный гарнизон, НФОЭ также достались большие запасы вооружений, не считая оружия, захваченного в долине. Ещё одним важным последствием было пленение трёх советских военных советников (четвёртый был убит в бою). Эту победу НФОЭ над командованием Надью английский историк Бэзил Дэвидсон считает самой значительной победой среди всех освободительных движений со времён победы вьетнамцев при Дьенбьенфу. Её также описывали как крупнейшую битву в Африке со времён Эль-Аламейна.